# مدار ۶۲ درجه شمالی
مدار ۶۲ درجه شمالی، دایره‌ای از عرض جغرافیایی است که در ۶۲ درجهٔ شمالی خط استوا  قرار دارد.

## گذر از مناطق
از نصف‌النهار مبدأ شروع می‌شود و به سمت مشرق ۶۲ درجه شمالی از موارد زیر گذر می‌کند:
| مختصات‌ها                                             | کشور، قلمرو یا دریا | توضیحات                                                                |
| ---------------------------------------------------- | ------------------- | ---------------------------------------------------------------------- |
| ۶۲°۰′ شمالی ۰°۰′ شرقی / ۶۲٫۰۰۰°شمالی ۰٫۰۰۰°شرقی      | اقیانوس اطلس        | دریای نروژ                                                             |
| ۶۲°۰′ شمالی ۴°۵۹′ شرقی / ۶۲٫۰۰۰°شمالی ۴٫۹۸۳°شرقی     | نروژ                | جزیرهٔ Vågsøy و Barmøya, and the mainland                               |
| ۶۲°۰′ شمالی ۱۲°۱۳′ شرقی / ۶۲٫۰۰۰°شمالی ۱۲٫۲۱۷°شرقی   | سوئد                |                                                                        |
| ۶۲°۰′ شمالی ۱۷°۲۷′ شرقی / ۶۲٫۰۰۰°شمالی ۱۷٫۴۵۰°شرقی   | دریای بالتیک        | خلیج بوتنی                                                             |
| ۶۲°۰′ شمالی ۲۱°۱۷′ شرقی / ۶۲٫۰۰۰°شمالی ۲۱٫۲۸۳°شرقی   | فنلاند              |                                                                        |
| ۶۲°۰′ شمالی ۳۰°۲۳′ شرقی / ۶۲٫۰۰۰°شمالی ۳۰٫۳۸۳°شرقی   | روسیه               | Passing through دریاچه اونگا                                           |
| ۶۲°۰′ شمالی ۱۶۳°۸′ شرقی / ۶۲٫۰۰۰°شمالی ۱۶۳٫۱۳۳°شرقی  | دریای اختسک         | Penzhin Bay                                                            |
| ۶۲°۰′ شمالی ۱۶۴°۶′ شرقی / ۶۲٫۰۰۰°شمالی ۱۶۴٫۱۰۰°شرقی  | روسیه               |                                                                        |
| ۶۲°۰′ شمالی ۱۷۵°۱۱′ شرقی / ۶۲٫۰۰۰°شمالی ۱۷۵٫۱۸۳°شرقی | دریای برینگ         |                                                                        |
| ۶۲°۰′ شمالی ۱۶۵°۴۶′ غربی / ۶۲٫۰۰۰°شمالی ۱۶۵٫۷۶۷°غربی | ایالات متحده آمریکا | آلاسکا                                                                 |
| ۶۲°۰′ شمالی ۱۴۱°۰′ غربی / ۶۲٫۰۰۰°شمالی ۱۴۱٫۰۰۰°غربی  | کانادا              | یوکان نورت‌وست تریتوریز - passing through the دریاچه گریت اسلیو نوناووت |
| ۶۲°۰′ شمالی ۹۳°۸′ غربی / ۶۲٫۰۰۰°شمالی ۹۳٫۱۳۳°غربی    | خلیج هودسن          | گذرکردن از جنوب جزیره کوتز, نوناووت, کانادا                            |
| ۶۲°۰′ شمالی ۸۰°۱۶′ غربی / ۶۲٫۰۰۰°شمالی ۸۰٫۲۶۷°غربی   | کانادا              | نوناووت - Mansel Island                                                |
| ۶۲°۰′ شمالی ۷۹°۲۴′ غربی / ۶۲٫۰۰۰°شمالی ۷۹٫۴۰۰°غربی   | خلیج هودسن          |                                                                        |
| ۶۲°۰′ شمالی ۷۸°۱۰′ غربی / ۶۲٫۰۰۰°شمالی ۷۸٫۱۶۷°غربی   | کانادا              | کبک - Ungava Peninsula                                                 |
| ۶۲°۰′ شمالی ۷۲°۳۴′ غربی / ۶۲٫۰۰۰°شمالی ۷۲٫۵۶۷°غربی   | تنگه هودسن          |                                                                        |
| ۶۲°۰′ شمالی ۷۲°۱۷′ غربی / ۶۲٫۰۰۰°شمالی ۷۲٫۲۸۳°غربی   | کانادا              | نوناووت - Smooth Island                                                |
| ۶۲°۰′ شمالی ۷۲°۱۵′ غربی / ۶۲٫۰۰۰°شمالی ۷۲٫۲۵۰°غربی   | تنگه هودسن          |                                                                        |
| ۶۲°۰′ شمالی ۶۶°۴۴′ غربی / ۶۲٫۰۰۰°شمالی ۶۶٫۷۳۳°غربی   | کانادا              | نوناووت - جزیره بافین                                                  |
| ۶۲°۰′ شمالی ۶۶°۶′ غربی / ۶۲٫۰۰۰°شمالی ۶۶٫۱۰۰°غربی    | تنگه دیویس          | گذرکردن از شمال Edgell Island, نوناووت, کانادا                         |
| ۶۲°۰′ شمالی ۴۹°۴۳′ غربی / ۶۲٫۰۰۰°شمالی ۴۹٫۷۱۷°غربی   | گرینلند             |                                                                        |
| ۶۲°۰′ شمالی ۴۲°۷′ غربی / ۶۲٫۰۰۰°شمالی ۴۲٫۱۱۷°غربی    | اقیانوس اطلس        |                                                                        |
| ۶۲°۰′ شمالی ۷°۰′ غربی / ۶۲٫۰۰۰°شمالی ۷٫۰۰۰°غربی      | جزایر فارو          | جزیرهٔ Koltur, استریموی و Nólsoy                                        |
| ۶۲°۰′ شمالی ۶°۳۸′ غربی / ۶۲٫۰۰۰°شمالی ۶٫۶۳۳°غربی     | اقیانوس اطلس        | دریای نروژ                                                             |